# Fanfartrumpet

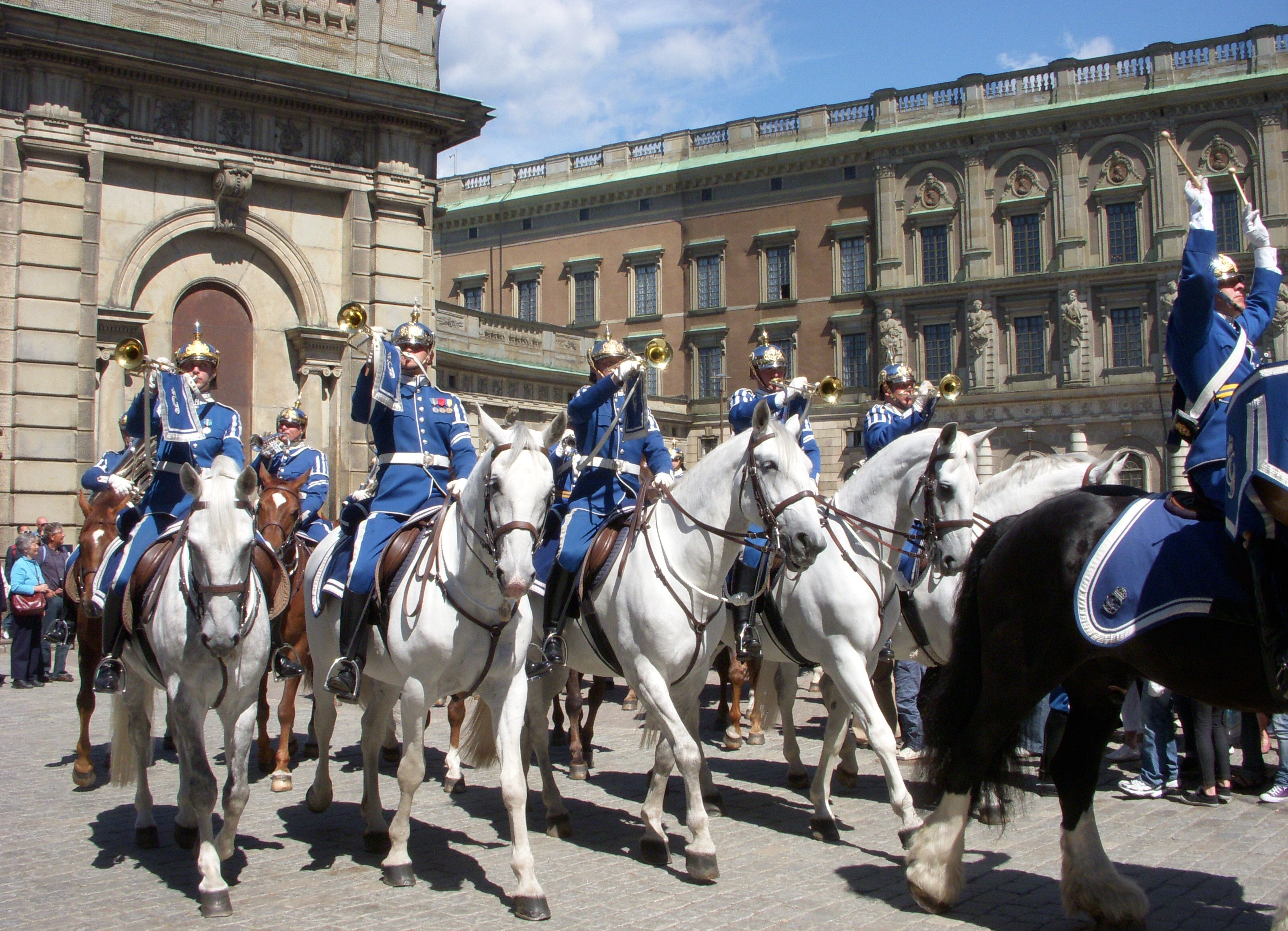
Fanfartrumpetare ur Livgardets dragonmusikkår.

Fanfartrumpet är en trumpet med långt klockstycke som det ofta går att fästa en fana i. Äldre tiders fanfartrumpeter var utan ventiler och kunde endast frambringa naturtoner, men dagens varianter åtnjuter vanligen samma tekniska konstruktion som vanliga trumpeter. På grund av sämre klangmässiga egenskaper och svårspelbarhet nyttjas instrumentet främst till ceremoniellt bruk.